# Galeosoma robertsi
Galeosoma robertsi är en spindelart som beskrevs av Hewitt 1916. Galeosoma robertsi ingår i släktet Galeosoma och familjen Idiopidae. Inga underarter finns listade i Catalogue of Life.